# Marathon van Londen 2009

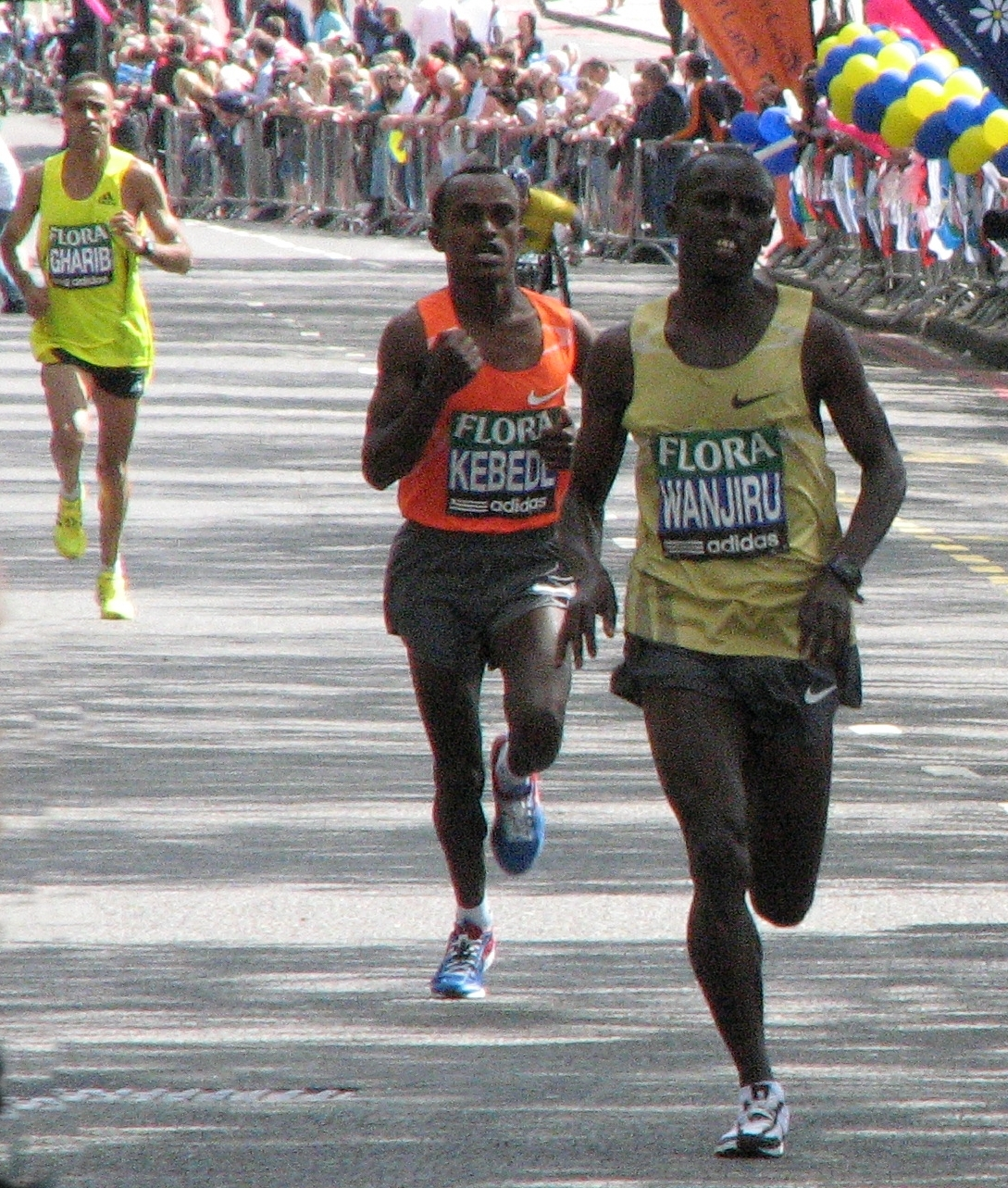
Eerste drie mannen op weg naar de finish

De Marathon van Londen 2009 werd gelopen op zondag 26 april 2009. Het was de 29e editie van deze marathon.
De Keniaan Samuel Wanjiru passeerde bij de mannen als eerste de finish in 2:05.10. De Duitse Irina Mikitenko won bij de vrouwen in 2:22.11.

## Uitslagen

### Mannen
| rang   | naam              | land | tijd    |
| ------ | ----------------- | ---- | ------- |
| Goud   | Samuel Wanjiru    | KEN  | 2:05.10 |
| Zilver | Tsegay Kebede     | ETH  | 2:05.20 |
| Brons  | Jaouad Gharib     | MAR  | 2:05.27 |
| 4      | Emmanuel Mutai    | KEN  | 2:06.53 |
| 5      | Hendrick Ramaala  | RSA  | 2:07.44 |
| 6      | Abderrahim Goumri | MAR  | 2:08.25 |
| 7      | Yonas Kifle       | ERI  | 2:08.28 |
| 8      | Atsushi Sato      | JPN  | 2:09.16 |
| 9      | Meb Keflezighi    | USA  | 2:09.21 |
| 10     | Felix Limo        | RSA  | 2:09.47 |
| 11     | Dathan Ritzenhein | USA  | 2:10.00 |

### Vrouwen
| rang   | naam               | land | tijd    |
| ------ | ------------------ | ---- | ------- |
| Goud   | Irina Mikitenko    | GER  | 2:22.11 |
| Zilver | Mara Yamauchi      | GBR  | 2:23.12 |
| Brons  | Lilia Sjoboechova  | RUS  | 2:24.24 |
| 4      | Svetlana Zacharova | RUS  | 2:25.06 |
| 5      | Berhane Adere      | ETH  | 2:25.30 |
| 6      | Inga Abitova       | RUS  | 2:25.55 |
| 7      | Catherine Ndereba  | KEN  | 2:26.22 |
| 8      | Tomo Morimoto      | JPN  | 2:26.29 |
| 9      | Gete Wami          | ETH  | 2:26.54 |
| 10     | Ljoedmila Petrova  | RUS  | 2:27.42 |
| 11     | Yuri Kano          | JPN  | 2:28.44 |
| 12     | Chun-xiu Zhou      | CHN  | 2:29.02 |

1981 ·
1982 ·
1983 ·
1984 ·
1985 ·
1986 ·
1987 ·
1988 ·
1989 ·
1990 ·
1991 ·
1992 ·
1993 ·
1994 ·
1995 ·
1996 ·
1997 ·
1998 ·
1999 ·
2000 ·
2001 ·
2002 ·
2003 ·
2004 ·
2005 ·
2006 ·
2007 ·
2008 ·
2009 ·
2010 ·
2011 ·
2012 ·
2013 ·
2014 ·
2015 ·
2016 ·
2017